# Yahya Kemal Beyatlı

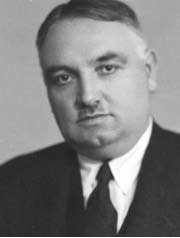
Yahya Kemal

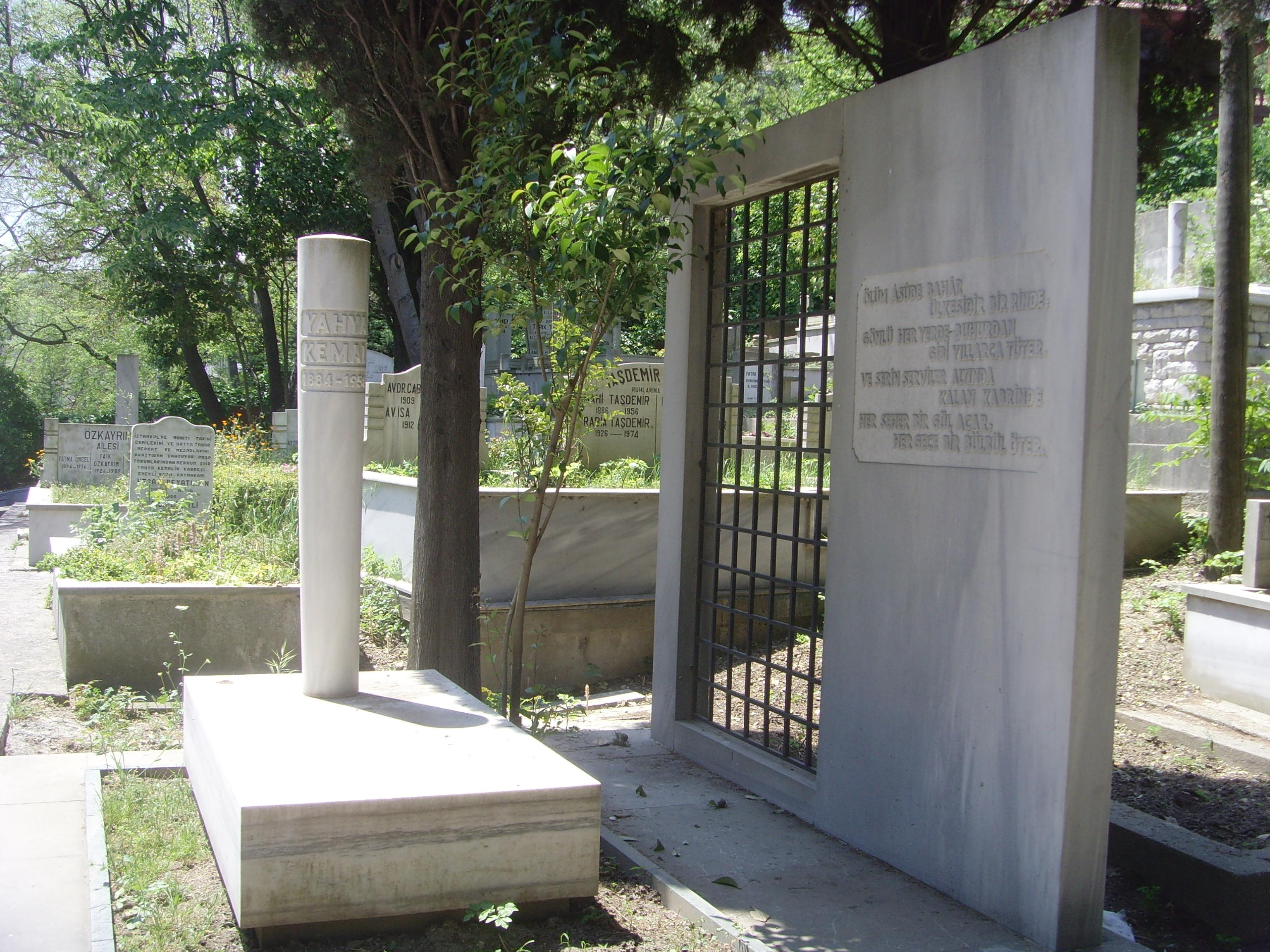
Grab im Aşiyan Mezarlığı

Yahya Kemal Beyatlı (* 2. Dezember 1884 in Skopje, Vilâyet Kosovo, als Ahmed Agâh; † 2. November 1958 in Fatih, İstanbul) war ein türkischer Dichter, Schriftsteller, Diplomat und Politiker als Abgeordneter der Republikanischen Volkspartei (CHP).
Er besuchte die Grundschule in seinem Viertel und anschließend die Privatschule "Mekteb-i Edep". Ab 1892 besuchte er das Gymnasium seiner Heimatstadt.
Yahya Kemal war zur Zeit des Osmanischen Reiches ein Gegner des Sultans Abdülhamid II. und wurde wegen seiner oppositionellen Aktivitäten 1903 ins Exil nach Paris gezwungen. Auch war er später ein Anhänger der Kuvayı Milliye und ein Bekannter des Staatsgründers Mustafa Kemal Atatürk.
Seine Mutter war Nakiye Hanım, die Nichte des Dīwān-Dichters Leskofçalı Galip. Sein Vater war der Bürgermeister von Skopje, İbrahim Naci Bey.

## Zitate über Yahya Kemal
- Ein treffendes Beispiel dafür, wie selbst ein massvoller Klassizismus auf türkischem Boden gedeihen kann, ist Yahya Kemal. Seine Gedichte, gering an Zahl, aber von höchster Vollendung der Form, bilden in ihrer süssen Klarheit einen diametralen Gegensatz zu den rauhen, stammelnden Gedichten der Turanier. Sie stehen auf dem gemeinsamen Boden der Weltliteratur und der Weltkultur, während die nationalistische Dichtung Turaniens nur das Trennende und anderen Nationalitäten Feindliche hervorhebt. (Friedrich Schrader: Die türkische Kultur. In: Nord und Süd, 172. Band (1920), S. 268–273)

## Werke
- Kendi Gök Kubbemiz (1961)
- Eski Şiirin Rüzgârıyla (1962)
- Rubailer ve Hayyam’ın Rubailerini Türkçe Söyleyiş (1963)
- Edebiyata Dair
- Aziz İstanbul (1964)
- Eğil Dağlar
- Tarih Musahabeleri
- Siyasi Hikayeler
- Siyasi ve Edebi Portreler
- Çocukluğum, Gençliğim, Siyasi ve Edebi Hatıralarım
- Mektuplar-Makaleler
- Bitmemiş Şiirler
- Pek Sevgili Beybabacığım Yahya Kemal'den Babasına Kartpostallar, YKY, İstanbul, 1998.
- Gemi Elli Yıldır Sessiz: Özel Mektupları ve Yazışmalarıyla Ölümünün 50. Yılında Yahya Kemal